# Холместран
Хо̀лместран (на норвежки: Holmestrand) е град и едноименна община в Южна Норвегия. Разположен е на брега на Северно море във фиорда Ослофиорд, фюлке Вестфол на около 70 km южно от столицата Осло. Получава статут на град през 1752 г., а статут на община на 1 януари 1838 г. Има жп гара и малко пристанище. Население около 9860 жители според данни от преброяването към 1 януари 2008 г.